# گرته تریر
گرته تریر (استونیایی: Grete Treier؛ زادهٔ ۱۲ دسامبر ۱۹۷۷) دوچرخه‌سوار اهل استونی است.
وی در بازی‌های المپیک تابستانی ۲۰۰۸ و بازی‌های المپیک تابستانی ۲۰۱۲ شرکت کرده است.